# Castello superiore di Arnad
 Il castello di Arnad (in francese, Château d'Arnad) è un castello in rovina nel comune di Arnad risalente al XII secolo; è uno dei più antichi castelli della Valle d'Aosta ed è situato su un promontorio naturale che domina il villaggio di Ville con le sue caseforti, a controllo sia dell'antica via Francigena che della strada che, attraverso il colle del vallone di Machaby, collegava la valle centrale alla valle di Gressoney.

## Storia

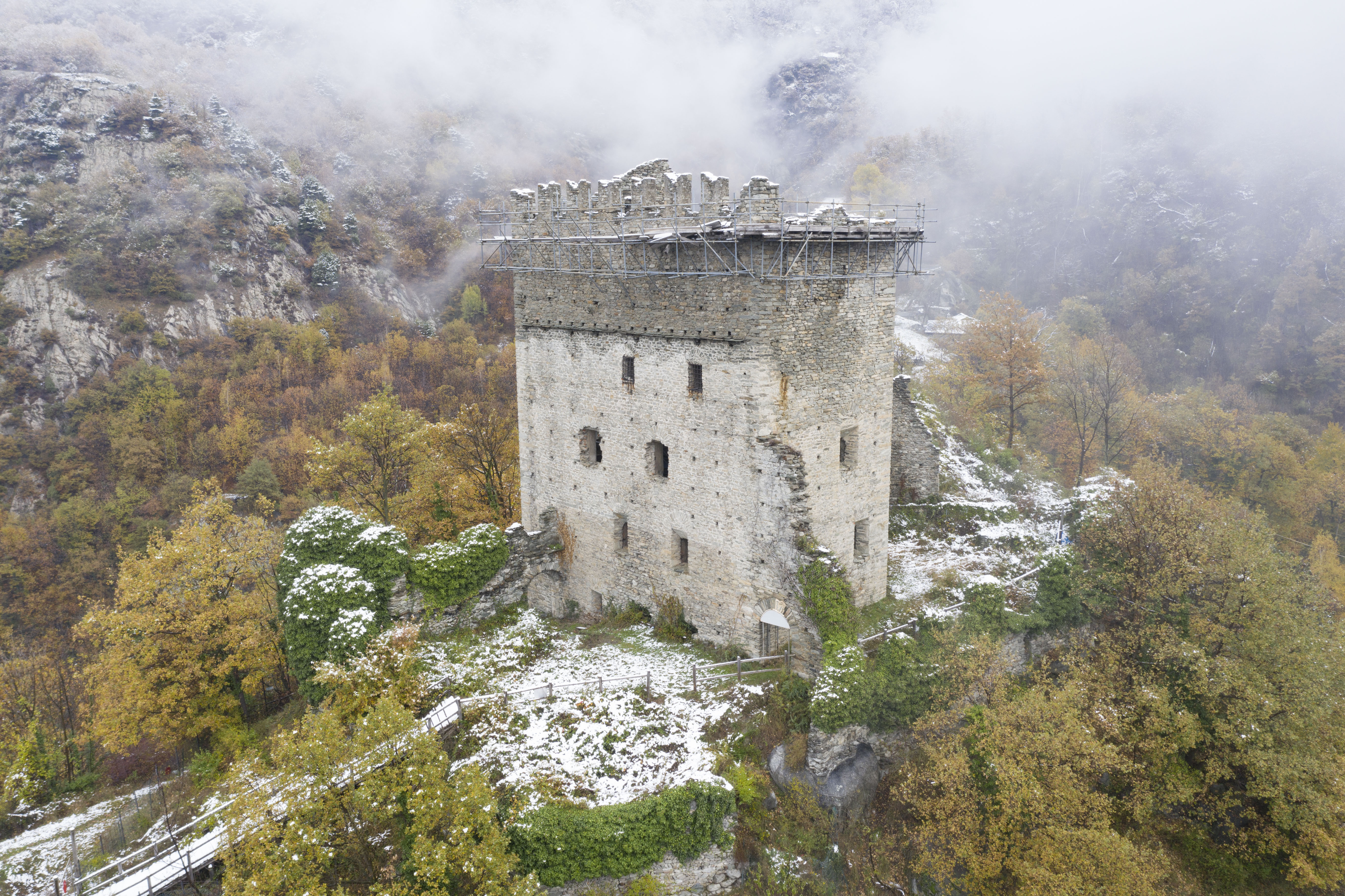
La facciata principale del castello di Arnad

Il castello viene nominato per la prima volta in una bolla papale del 1207 nella quale viene citata la relativa cappella intitolata a santa Maria Maddalena ed a san Michele Arcangelo, ma non ci sono certezze sulle sue origini e sui suoi primi proprietari.

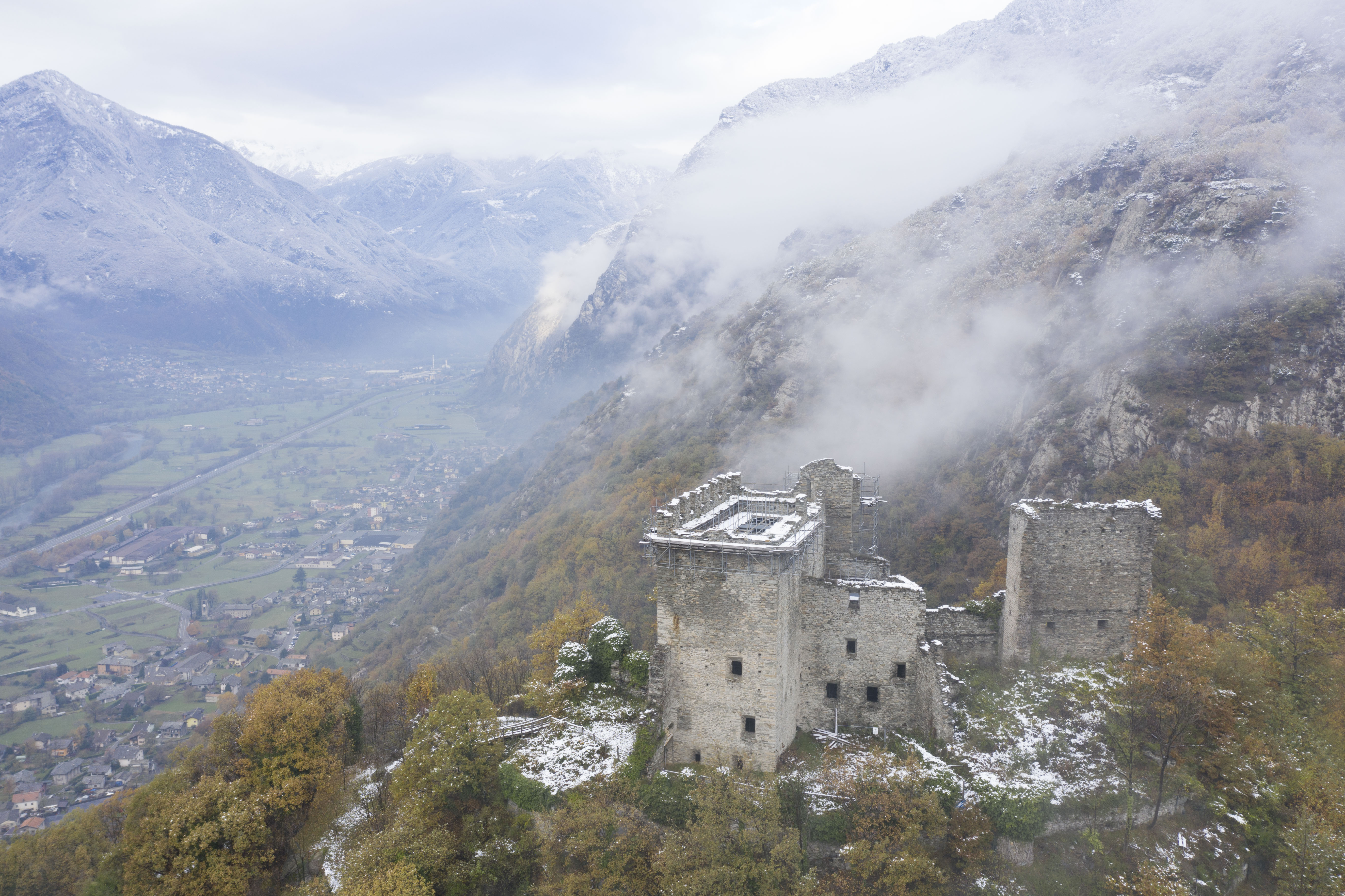
Il castello di Arnad visto da est con la valle centrale sullo sfondo

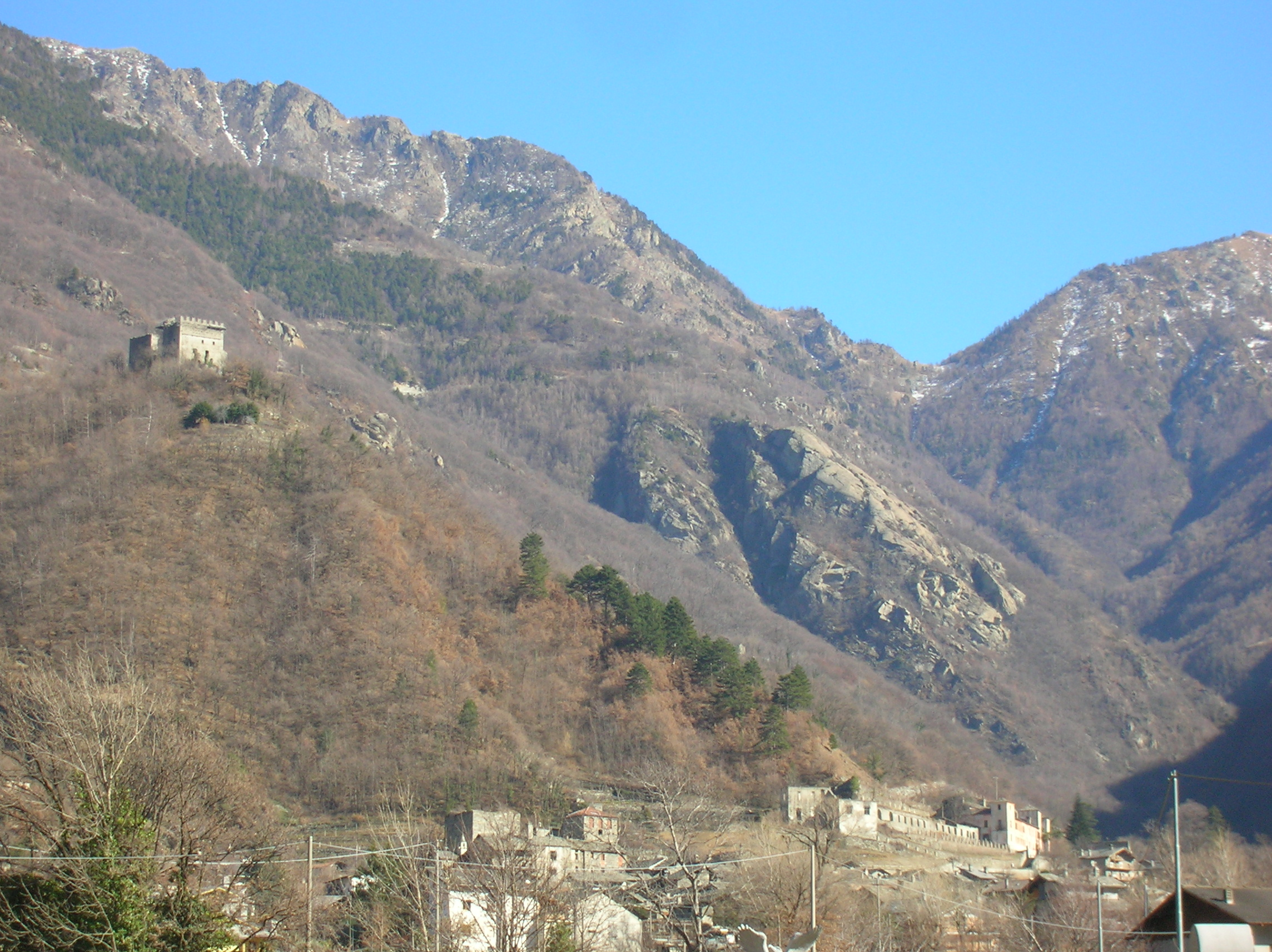
I castelli di Arnad: in alto a sinistra il castello di Arnad, in basso al centro la casaforte della Costa, in basso a destra il castello Valleise.

Vista del castello di Arnad dal paese, disegno di Carlo Nigra su schizzo di Alfredo D'Andrade

Una prima ipotesi storiografica sostiene che il castello fu fatto costruire da Saverio di Arnad (Xavier d'Arnad, o in generale dalla famiglia de Arnado) nel XII o forse XIII secolo.
Una seconda ipotesi sostiene invece che il castello apparteneva già nel XII secolo ai signori di Bard, e che sia stato Guillaume de Bard a riceverlo in dono dai Savoia. Secondo questa ipotesi, divenne di proprietà di Guillaume de Bard insieme al castello di Pont-Saint-Martin dopo le pesanti lotte che lo videro impegnato in scontri armati col fratello Ugo. Nel 1239, per ragioni economiche, metà del castello di Arnad venne infeudato a Ruffino de Arnado e dal 1293 l'intero complesso venne venduto ai signori di Vallaise.
La famiglia dei Vallaise vi abitò per tutto il XIV secolo e viene ricordato dalle cronache che nel 1351 vi ospitarono a pranzo Amedeo VI di Savoia.
Al dominio dei Vallaise risale la parte centrale che è composta da un fabbricato del XIV secolo, merlato, dotato di grandi camini e stemmi dell'epoca affrescati e graffiti alle pareti ed affiancato da una slanciata torre che ospita le latrine, un unicum nella Valle d'Aosta dell'epoca, probabilmente ispirata alla torre con la stessa destinazione costruita qualche anno prima nel Palazzo dei Papi di Avignone. Per l'inadeguatezza della struttura e l'ormai oltrepassata funzione bellica, la struttura venne abbandonata a partire dal XV secolo e dal XVII la famiglia si trasferì nel palais de la Côte, sempre ad Arnad ma a una latitudine inferiore, il che dettò la fine dello splendore della rocca superiore, che ha conservato tutte le sue caratteristiche romaniche senza alcuna contaminazione successiva, tanto da costituire insieme al contemporaneo castello di Ussel, a Châtillon, un raro esempio storico ed architettonico.
Oggi il castello non è fruibile e resta di proprietà privata, a differenza del castello inferiore di Arnad noto come castello Vallaise, acquisito nel 2010 dalla Regione Autonoma Valle d'Aosta.

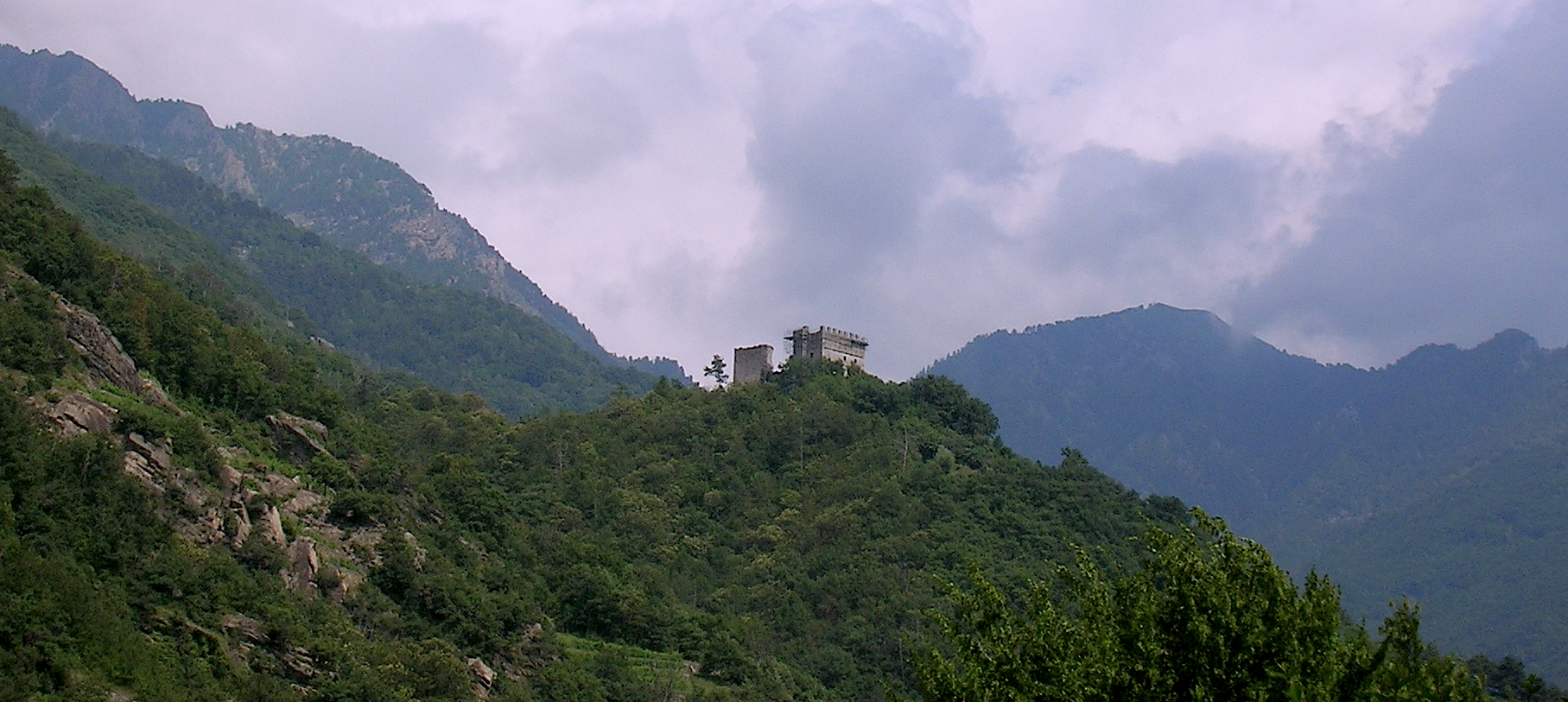
Il castello visto dalla chiesa di Arnad

## Curiosità
Al castello di Arnad sono state girate le scene "al museo" del film Le crime est notre affaire (2008), del regista francese Pascal Thomas.